# Clonaria cylindrica
Clonaria cylindrica är en insektsart som först beskrevs av Sjöstedt 1909.  Clonaria cylindrica ingår i släktet Clonaria och familjen Diapheromeridae. Inga underarter finns listade i Catalogue of Life.